# Villy-Bocage
Villy-Bocage település Franciaországban, Calvados megyében. Lakosainak száma 709 fő (2022. január 1.). Villy-Bocage Monts-en-Bessin, Parfouru-sur-Odon, Saint-Louet-sur-Seulles, Saint-Vaast-sur-Seulles, Tracy-Bocage, Villers-Bocage, Aurseulles és Val d'Arry községekkel határos.

## Népesség
A település népessége az elmúlt években az alábbi módon változott:
| Lakosok száma | 373  | 585  | 646  | 715  | 793  | 800  | 782  | 742  | 733  | 709  |
|               | 1968 | 1982 | 1990 | 2006 | 2013 | 2015 | 2017 | 2019 | 2020 | 2022 |